# Vu (họ)
Vu là một họ của người châu Á. Họ này có mặt ở Việt Nam, Trung Quốc (chữ Hán: 于, Bính âm: Yu) và Triều Tiên (Hangul: 우, Romaja quốc ngữ: U). Trong danh sách Bách gia tính họ này đứng thứ 82, về mức độ phổ biến họ này xếp thứ 38 ở Trung Quốc theo thống kê năm 2006.
Ở Trung Quốc cũng có một họ phiên âm Vu là họ 巫 (bính âm: Wu), đứng thứ 220 trong danh sách Bách gia tính. Tuy nhiên, họ 巫 kém phổ biến hơn họ 于. Có thuyết cho rằng một bộ phận hậu nhân của họ Vu Mã (đại biểu họ này là Nho gia Vu Mã Thi) về sau lấy Vu làm họ.

## Người Trung Quốc họ Vu (于) nổi tiếng
- Vu Cấm (于禁), tướng của Tào Tháo thời Tam Quốc
- Vu Cát (于吉), đạo sĩ thời Tam Quốc
- Vu Khiêm (于謙), đại thần nhà Minh, người đã bảo vệ được Trung Quốc sau thất bại ở trận Thổ Mộc Bảo
- Vu Chiêm Nguyên (于占元), võ sư Hồng Kông, thầy dạy của nhóm Thất Tiểu Phúc
- Vu Tố Thu (于素秋), diễn viên Hồng Kông, con gái của Vu Chiêm Nguyên
- Vu Nhân Thái (于仁泰), đạo diễn Trung Quốc
- Vu Đại Thanh (于大清),Trung tướng Quân Giải phóng Nhân dân Trung Quốc(PLA), nguyên Phó Chính ủy Quân đoàn Pháo binh số 2 PLA

## Người Trung Quốc họ Vu (巫) nổi tiếng
- Vu Bành (巫彭), thủy tổ họ Vu (巫)
- Vu Thần (巫臣), đại phu nước Sở thời Xuân Thu
- Vu Khải Hiền (巫啟賢), ca sĩ / nhạc sĩ / nhà sản xuất âm nhạc nổi tiếng

## Văn Học
- Vu Bán San( hay còn được gọi gọi là Ngu Công leo núi), nhân vật trong tiểu thuyết Vi Vi Mỉm Cười Thật Khuynh Thành